# Richard Kenneth Brummitt
Richard Kenneth Brummitt (Liverpool, 22 de maio de 1937 - 18 de setembro 2013) é um botânico inglês.

## Obras
- R. K. Brummitt: Index to European taxonomic literature. 1966, 1968, 1969 (ab 1968 zusammen mit Ian Keith Ferguson; erschienen in Regnum Vegetabile)
- R. K. Brummitt, C. E. Powell: Authors of plant names. A list of authors of scientific names of plants, with recommended standard forms of their names, including abbreviations. Royal Botan. Gardens, Kew 1992, ISBN 0-947643-44-3